# Uns dies per recordar
Uns dies per recordar (francès: Bon rétablissement !) és una pel·lícula de comèdia francesa del 2014 escrita i dirigida per Jean Becker. S'ha doblat i subtitulat al català.

## Repartiment
- Gérard Lanvin com a Pierre Laurent
- Fred Testot com a el capità Maxime Leroy
- Jean-Pierre Darroussin com Hervé Laurent
- Swann Arlaud com a Camille
- Daniel Guichard com a Serge
- Anne-Sophie Lapix com a Florence
- Claudia Tagbo com Myriam
- Philippe Rebbot com a Thierry
- Mona Jabeur com a Maëva
- Louis-Do de Lencquesaing com el cirurgià
- Isabelle Candelier com a Claudine Laurent
- Maurane com a Françoise